# Spider-Verse (комикс)
Spider-Verse (с англ. — «Паучьи вселенные», в России официально издана под названием «Паучьи миры») — сюжетная арка комиксов, выпущенная в 2014—2015 годах издательством Marvel Comics. В ней рассказывается о многочисленных альтернативных версиях Человека-паука, которые появлялись в различных комиксах, и все они подвергаются нападению Морлана и его семьи — Наследников. Событие было провозглашено как включающее всех живых людей с паучьей силой, созданных до этого момента, а также представляющее множество новых. Однако было несколько заметных исключений, например, Человек-паук из мультсериала «Новые приключения Человека-паука», который не смог появиться из-за ограничений авторских прав.
Идея кроссовера была придумана Дэном Слоттом, который написал основную часть истории в The Amazing Spider-Man (vol. 3) #9-15, после работы над видеоигрой 2010 года Spider-Man: Shattered Dimensions, в которой были представлены версии Amazing, Ultimate, Noir и Человек-паук 2099. Последние два эпизода мультсериала «Человек-паук» 1994 года о нескольких Людях-пауках, проходящих через измерения в борьбе со злодеями, также послужили источником вдохновения. Изначально идея Слотта была отложена, чтобы освободить место для сюжетной линии «Людей-пауков» Брайана Майкла Бендиса 2012 года, в которой впервые встретились оригинальный Питер Паркер и Майлз Моралес из вселенной Ultimate. Начиная с августа 2014 года, событию предшествовали два новых выпуска отменённого «Совершенного Человека-паука», выпуски «Человека-паука 2099» и пяти серийный цикл односерийных выпусков, все под баннером Edge of Spider-Verse (с англ. — «Паучьи миры. Грань»).
Серия комиксов в целом получила положительные отзывы. После завершения события в Amazing Spider-Man #14, некоторые персонажи, представленные в нём, такие как Гвен-паук, с Земли-65, были представлены в собственных сериях. Несколько Людей-пауков из этого события воссоединились во втором томе Spider-Verse, действие которого происходит во время Секретных войн, и продолжили совместную деятельность в серии Web Warriors. Событие 2017 года «Venomverse» было построено аналогично «Spider-Verse», но вместо него были представлены альтернативные версии Венома. В 2018 году вышло прямое продолжение Spider-Verse под названием Spider-Geddon (с англ. — «Паукогеддон»).
Идея объединения альтернативных версий Человека-паука также рассматривалась в различных видеоиграх и в мультсериале «Великий Человек-паук», а также в анимационном фильме «Человек-паук: Через вселенные» (2018) и его продолжениях — «Человек-паук: Паутина вселенных» (2023) и «Человек-паук: За пределами вселенных», которые послужили вольной адаптацией этой сюжетной линии. Фильм «Человек-паук: Нет пути домой» (2021), события которого происходят в медиафраншизе «Кинематографическая вселенная Marvel» (КВМ), также вдохновлён этой идеей, в нём представлены три киноверсии Питера Паркера.

## Сюжет

### Вступление
На Земле-311 Питер Паркуа находится на сцене театра «Глобус», когда появляется Морлан. Питер пытается защититься, но Морлан оказывается слишком сильным и поглощает жизненную сущность Питера. Перед тем как исчезнуть в другом измерении, Морлан объявляет, что все пауки умрут. Вскоре после его смерти его вселенная была уничтожена.

### Edge of Spider-Verse

#### Edge of Spider-Verse: Superior Spider-Man
Совершенный Человек-паук (разум Доктора Осьминога в теле Человека-паука) попадает через искривление времени в 2099 год. Совершенный Человек-паук пытается вернуться домой, но вместо этого переносится на альтернативные Земли, где находит тела других Людей-пауков, убитых похожими двойными проколами. Он решает собрать армию Людей-пауков для борьбы с убийцей.
На Земле-2818, родине Человека-паука-киборга, Совершенный Человек-паук и его новая команда (Человек-паук Нуар, Шестирукий Человек-паук, Обезьяна-паук, Эшли Бартон и Человек-паук-ассасин) устраивают засаду для Карна, которая срывается, когда Карн обнаруживает, что на него не действует их оружие. Команде удаётся спастись только тогда, когда прибывают брат и сестра Карна, Брикс и Бора, и сражаются между собой. Тем временем Карн избежал небольшой стычки между братом и сестрой, и перепрыгнул в другую вселенную, чтобы убить Альтернативного Ай Апеака, вспомнив свою прошлую жизнь в качестве Наследника, и высосать его жизненную силу обратно в него.

#### Edge of Spider-Verse: Miniseries
Земля-90214 — дом Человека-паука Нуара. Во время сражения с Мистерио на Человека-паука нападает Карн, но его спасает вовремя прибывший Превосходный Человек-паук, который возвращает их в 2099 год.
На Земле-65 Гвен Стейси стала Женщиной-пауком, а Питер Паркер — Ящерицей. Питер погиб, сражаясь с Гвен, и в его смерти Женщину-паука обвиняют Дж. Джона Джеймсон и её отец, капитан Джордж Стейси. Она является членом рок-группы Mary Janes, которую возглавляет Мэри Джейн Уотсон. На концерте, где выступает её группа, на жизнь Джорджа Стейси покушается убийца. Гвен побеждает убийцу, но капитан Стейси держит Женщину-паука на мушке. Гвен вынуждена рассказать, кто она такая. Потрясённый капитан Стейси говорит ей, чтобы она уходила, пока есть возможность. За событиями наблюдает Паук-Британия.
В японской аниме-подобной вселенной Аарон Эйкман использует свои паучьи способности в усовершенствованном костюме брони, чтобы стать Человеком-пауком. Много лет назад давняя возлюбленная Аарона Каори Икегами обнаружила, что её дочь умерла после автомобильной аварии. Каори стала затворницей, но теперь вернулась и утверждает, что её дочь очнулась и чем-то одержима. Дочь Каори заставляет её похищать людей, овладевая ими в свою очередь, и теперь одержимые собираются в армию. Аарон одевается и собирается выйти за дверь. Но тут появляется Морлан и говорит ему, что «это конец твоей истории». Однако неизвестно, убил он этого Паука-Тотема или нет, когда подошёл к нему у двери.
На Земле-51412 Паттон Парнел — беспокойный молодой человек, который живёт со своим жестоким дядей Тедом. Паттон «экспериментирует» над животными и шпионит за своей соседкой Сарой Джейн. Во время поездки в Alcorp Industries Пэттона кусает красный паук. Паттон постепенно проявляет паукообразное поведение, заманивая нескольких людей (включая дядю Теда) в паутину в качестве источника пищи. Когда Сара Джейн приходит в дом Паттона в поисках Джина, Паттон целует её, кусает за шею, а затем превращается в чудовищное паукообразное существо. Прибывший Морлан высасывает жизненные силы Паттона, позволяя Саре Джейн сбежать. На следующее утро из укуса на шее Сары Джейн появляются сотни детёнышей чёрных пауков.
И снова, в другой японской аниме-вселенной, Пени Паркер — полуазиатская школьница, чей отец пилотировал робота SP//dr. Пилота SP//dr выбирает разумный радиоактивный паук, который становится ментально связанным с новым пилотом. После того как её отец погибает в бою, Пени занимает его место. Пени вербуют Свин-Паук и Старик-Паук (пожилой Человек-паук с Земли-4, который носит тот же костюм, что и «Человек-паук в последней битве»), чтобы присоединиться к борьбе против Морлана и его семьи.

#### Edge of Spider-Verse: Spider-Man 2099
У Мигеля из Изгнанников начинаются видения, когда Мигель О’Хара, участник Войны Судьбы, погибает. Мигель готовится бежать на Землю-616, где когда-то был убит Морлан. Когда Морлан убивает Человека-паука 2099 года, Мигель с Земли-616 (теперь застрявший в XXI веке) начинает чувствовать смерть. Как раз в тот момент, когда Мигель из Изгнанников собирается совершить прыжок в измерение, появляется Морлан и убивает его на глазах у Мигеля с Земли-616. Не желая вступать на Землю-616, так как боится Питера Паркера с этой Земли, Морлан отступает. Мигель понимает, что должен найти Питера Паркера.

#### Edge of Spider-Verse: Amazing Spider-Man
В Омниверсе Билли Брэддок (он же Паук-Британия) — один из новобранцев Корпуса Капитана Британии. Сканируя другие вселенные, он видит, как Наследники убивают альтернативных Людей-пауков: Морлан убивает Человека-паука с Земли-1983 и его товарищей по команде — Человека-Льда и Огненную звезду; Бора и Брикс прибывают на Землю-999 и убивают Кота-паука; а на Земле-7831 Дэймос убивает Человека-паука и нескольких звероподобных жителей Контрземли. Брат Дэймоса Дженникс обнаруживает, что Билли наблюдает за ними; он немедленно отключает сканер. Пока Сатурнин и Леди Рома обсуждают свои опасения по поводу вторжений, разрушающих многие измерения, Паук-Британия пытается объяснить, что Пауков убивают по всей мультивселенной. Сатурнин отказывает ему, но сочувствующая Рома даёт ему талисман, который позволяет ему путешествовать по паутине жизни, чтобы спасти оставшихся Пауков.
На Земле-982 Дэймос нападает на Мэй Паркер (дочь Питера Паркера в альтернативной вселенной и супергероиня, известная как Девушка-паук). Её парень Уэс, Питер и Мэри Джейн жертвуют собой, чтобы спасти её и её младшего брата Бена. Паук-Британия и Человек-Паук Последнего Света прибывают через портал и забирают её и Бенджи. Мэй клянётся убить Дэймоса.

### Основной сюжет
На Земле-001 Морлан издевается над Дэймосом и Верной по поводу того, какого Человека-паука он убил. Верна отправляется на охоту со своими гончими Соболем, Огненным Сердцем и Кравиновым. Дэймос говорит Морлану, что семья знает, что он избегал определённой нити Великой Паутины, и выясняется, что это Земля-616.
На Земле-616 Человек-паук и Шёлк встречаются с Женщиной-пауком, Девушкой-пауком, Человеком-пауком 2099, Пауком-Британией, Девушкой-пауком с Земли-982 и Свин-пауком. Паук-Британия объясняет, что они — Пауки из других измерений и что все нити Великой Паутины сходятся на Земле-616 Питера. Паук-Британия сообщает ему, что старший брат Морлана — Дэйэмос прибывает на Землю-616, и все они отправляются в портал в другое измерение.
В Восточной Европе, в доме Новых Воинов, клон Питера Паркера — Каин (он же Алый Паук) и другие члены Новых Воинов избивают Дэймоса. Каин пронзает Дэймоса в грудь шипами своей руки. Дэймос понимает, что Каин может причинить ему вред, потому что он является нынешним вместилищем Иного. Появляются Старик Человек-паук, Человек-паук с Земли-70105 и Женщина-паук с Земли-65. Дэймос ломает позвоночник Человеку-пауку с Земли-70105, а остальные убегают через портал.
На Земле-13 собралась большая группа Людей-пауков. Космический Человек-паук говорит Человеку-пауку, что это мир, где он никогда не терял Силу Энигмы, и Наследникам было бы глупо приходить сюда. Однако он не может покинуть свой мир, иначе Энигма-силы останутся позади. Паук-Британия говорит, что грядёт война, и Питер — величайший из них.
На Земле-001 за обеденным столом, заваленным искалеченными Паучьими Тотемами, Брикс, Бора, Дженникс и Дэймос с нетерпением ждут прибытия Морлана. Дэймос отвергает опасения Дженникса, что Пауки объединяются. Отец братьев и сестёр Солус говорит, что он всегда знал, где находятся Невеста, Другой и Наследник, а затем спрашивает своих детей, что для них значит Паутина Жизни и Судьбы. Брикс и Бора считают Паутину вечной игрой, соревнованием в том, кто сможет убить больше Тотемов. Дженникс воспринимает Паутину как головоломку, которую нужно разгадать, ведь божество Паутины, Мастер-ткач, сказал ему, что он никогда не разгадает её секретов. Дэймос рассматривает Паутину как разрешение на разврат, поскольку Ткач сообщил ему, что он погибнет раньше своего отца, и он хочет насладиться оставшейся ему жизнью в полной мере. Морлан отвечает, что как избранный наследник Солуса, Великая Паутина — его наследие и обязанность. Солус говорит, что Паутина — это все вещи и везде, и что это их царство, что делает их Наследниками всего творения. Человек-паук с Земли-9105 называет Наследников ворами и предупреждает, что другие Пауки остановят их.

## Вне комиксов

### Кино
Фильм «Человек-паук: Нет пути домой» (2021), события которого происходят в медиафраншизе «Кинематографическая вселенная Marvel» (КВМ), вдохновлён идеей Spider-Verse. В ходе сюжета в одной вселенной встречаются три поколения Людей-пауков: Человек-паук из трилогии Сэма Рэйми, получивший прозвище «Питер-2» (актёр — Тоби Магуайр), Человек-паук из дилогии Марка Уэбба, получивший прозвище «Питер-3» (актёр — Эндрю Гарфилд) и Человек-паук из КВМ, получивший прозвище «Питер-1» (актёр — Том Холланд). Они втроём сражаются с Зелёным гоблином, Доктором Осьминогом, Песочным человеком (из вселенной «Питера-2»), а также Ящером и Электро (из вселенной «Питера-3»).

#### Анимация
Мультфильм «Человек-паук: Через вселенные» (2018) также вдохновлён идеей Spider-Verse и Spider-Men, однако в нём идея мультивселенной идёт с самого начала сюжета и фокусируется на супер-коллайдере Кингпина. Главным персонажем является Майлз Моралес (его версия отличается от первоисточника). Также в мультфильме появляется альтернативная версия Человека-паука (Питер Паркер), Женщина-паук (Гвен Стейси), Человек-паук Нуар, Свин-паук и Пени Паркер.

### Видеоигры
- В видеоигре Spider-Man: Shattered Dimensions (2010), сценарий к которой Дэн Слотт написал до создания Spider-Verse, представлены версии Человека-паука с Земли-616, Marvel Noir, 2099 и Ultimate, объединившие усилия, чтобы получить фрагменты Скрижали Порядка и Хаоса после того, как Человек-паук-616 случайно разбил её во время битвы с Мистерио, который также ищет фрагменты после того, как один из них наделил его мистической силой. В ходе игры четыре Человека-паука сталкиваются с различными врагами, усиленными силой фрагментов скрижали, и в конце концов сталкиваются с Мистерио, который использует восстановленную силу скрижали, чтобы стать виртуальным богом.
- В видеоигре Spider-Man: Edge of Time (2011) есть сюжет о путешествиях во времени, в котором Человек-паук-616 и Человек-паук 2099 работают вместе одновременно в настоящем и будущем, чтобы помешать учёному из «Alchemax» Уокеру Слоуну изменить историю и злую будущую версию Питера Паркера, который стал генеральным директором «Alchemax» и намеревается использовать временной портал Слоуна, чтобы ретроактивно изменить своё прошлое и исправить свои ошибки.